# 1953 a vasúti közlekedésben
Ez a szócikk a 1953-ban történt vasúti eseményeket mutatja be.

## Események a világban
- 1953 - december 24-én 151-en vesztették életüket Új-Zélandon, amikor a Wellingtonból Aucklandbe tartó gyorsvonat alatt összeomlott a vasúti híd.

## Események Magyarországon
- február 2. – A Délkeleti Államvasút megnyitja a Cegléd–Kiskunfélegyháza közötti vonalát (ma Cegléd–Szeged-vasútvonal). Hossza 58 km.[1]
- április 1. - Végleg megszűnik a Sashalom–Pestújhely–rákospalotai HÉV helyiérdekű jellege: a vonal külső szakaszát átadják a Fővárosi Villamosvasút kezelésébe, mely 69-es jelzéssel villamosjáratot indít a vonalon.[2]